# مرسيدس باتشيكو
مرسيدس باتشيكو (بالإسبانية: Mercedes Pacheco)‏ هي لاعبة جمباز فني إسبانية، ولدت في 29 مايو 1978 في مدريد في إسبانيا.

## وصلات خارجية
- مرسيدس باتشيكو على موقع اللجنة الأولمبية الدولية (الإنجليزية)
- مرسيدس باتشيكو على موقع أوليمبيديا (الإنجليزية)